# Babussalam (Bukit)
Babussalam is een bestuurslaag in het regentschap Bener Meriah van de provincie Atjeh, Indonesië. Babussalam telt 283 inwoners (volkstelling 2010).